# Józef Rodzik
Józef Rodzik (ur. 13 czerwca 1923 w Nowej Różance w powiecie szczuczyńskim, zm. 13 maja 1975) – polski spółdzielca i działacz komunistyczny, poseł na Sejm PRL VI kadencji.

## Życiorys
Syn Ludwika i Genowefy. Uzyskał wykształcenie średnie. W 1944 wstąpił do Wojska Polskiego, przebył szlak bojowy do Berlina. W 1947 został zdemobilizowany. Z początkiem lipca 1947 został członkiem Polskiej Partii Robotniczej, z którą w grudniu 1948 przystąpił do Polskiej Zjednoczonej Partii Robotniczej, w której do 1950 był członkiem i sekretarzem podstawowej organizacji partyjnej w Ciechanowie. W 1954 został prelegentem wydziału propagandy Komitetu Wojewódzkiego PZPR w Białymstoku. W latach 1956–1971 zasiadał w KW i jego egzekutywie, a od 1971 w Wojewódzkiej Komisji Rewizyjnej KW, będąc jej przewodniczącym.
W 1947 wstąpił do Związku Samopomocy Chłopskiej, gdzie w latach 1950–1953 pełnił funkcję prezesa Zarządu Powiatowego w Ciechanowie, a w latach 1954–1957 był prezesem Zarządu Wojewódzkiego w Białymstoku. W latach 1957–1972 zajmował stanowisko prezesa Wojewódzkiego Związku Kółek Rolniczych w Białymstoku. Zasiadał w prezydium Wojewódzkiej Rady Narodowej, a od 1961 był przewodniczącym Komisji Rolnictwa i Leśnictwa WRN w Białymstoku. Był także członkiem prezydium Wojewódzkiego Komitetu Frontu Jedności Narodu. W 1972 uzyskał mandat posła na Sejm PRL w okręgu Łomża. Zasiadał w Komisji Leśnictwa i Przemysłu Drzewnego oraz w  Komisji Handlu Wewnętrznego, której był zastępcą przewodniczącego. Zmarł w trakcie kadencji.
Został pochowany na Cmentarzu Miejskim w Białymstoku.

## Odznaczenia
- Krzyż Walecznych
- Medal za Warszawę 1939–1945
- Medal za Odrę, Nysę, Bałtyk
- Medal „Za udział w walkach o Berlin”
- Krzyż Kawalerski Orderu Odrodzenia Polski
- Złoty Krzyż Zasługi
- Srebrny Krzyż Zasługi (1954)[2]
- Medal 10-lecia Polski Ludowej (1954)[3]
- Odznaka 1000-lecia Państwa Polskiego
- Odznaka Grunwaldzka